# Málta a 2020. évi nyári olimpiai játékokon
Málta a japán Tokióban megrendezett 2020. évi nyári olimpiai játékok egyik részt vevő nemzete. Az országot 5 sportágban 6 sportoló képviselte, akik érmet nem szereztek.

## Atlétika
Női
| Versenyző      | Versenyszám | Előfutam | Előfutam | Előfutam | Elődöntő | Elődöntő | Elődöntő | Döntő   | Döntő    |
| Versenyző      | Versenyszám | Idő      | Hely.    | Össz.    | Idő      | Hely.    | Össz.    | Idő     | Helyezés |
| -------------- | ----------- | -------- | -------- | -------- | -------- | -------- | -------- | ------- | -------- |
| Carla Scicluna | 100 m       | 12,11    | 4.       | 12,16    | 8.       | kiesett  | kiesett  | kiesett | kiesett  |

## Sportlövészet
Női
| Versenyző       | Versenyszám   | Selejtező | Selejtező | Döntő   | Döntő   |
| Versenyző       | Versenyszám   | Pont      | Hely      | Pont    | Hely    |
| --------------- | ------------- | --------- | --------- | ------- | ------- |
| Eleanor Bezzina | Légpisztoly   | 570       | 26.       | kiesett | kiesett |
| Eleanor Bezzina | Sportpisztoly | 565       | 41.       | kiesett | kiesett |

## Súlyemelés
Női
| Versenyző             | Versenyszám | Szakítás | Lökés | Összesen | Helyezés |
| --------------------- | ----------- | -------- | ----- | -------- | -------- |
| Yasmin Zammit Stevens | 64 kg       | 84       | 105   | 189      | 13.      |

## Tollaslabda
| Versenyző     | Versenyszám | Csoportkör                                             | Csoportkör | Nyolcaddöntő      | Negyeddöntő       | Elődöntő          | Bronz- mérkőzés   | Döntő             | Helyezés |
| Versenyző     | Versenyszám | Ellenfél Eredmény                                      | Hely.      | Ellenfél Eredmény | Ellenfél Eredmény | Ellenfél Eredmény | Ellenfél Eredmény | Ellenfél Eredmény | Helyezés |
| ------------- | ----------- | ------------------------------------------------------ | ---------- | ----------------- | ----------------- | ----------------- | ----------------- | ----------------- | -------- |
| Matthew Abela | Férfi egyes | Si Juki (CHN) · 9–21, 8–21 · Opti (SUR) · játék nélkül | 2.         | kiesett           | kiesett           | kiesett           | kiesett           | kiesett           | kiesett  |

## Úszás
Férfi
| Versenyző       | Versenyszám | Előfutam | Előfutam | Előfutam | Elődöntő | Elődöntő | Elődöntő | Döntő   | Döntő    |
| Versenyző       | Versenyszám | Idő      | Hely.    | Össz.    | Idő      | Hely.    | Össz.    | Idő     | Helyezés |
| --------------- | ----------- | -------- | -------- | -------- | -------- | -------- | -------- | ------- | -------- |
| Andrew Chetcuti | 100 m gyors | 51,47    | 2.       | 49.      | kiesett  | kiesett  | kiesett  | kiesett | kiesett  |

Női
| Versenyző  | Versenyszám | Előfutam | Előfutam | Előfutam | Döntő   | Döntő    |
| Versenyző  | Versenyszám | Idő      | Hely.    | Össz.    | Idő     | Helyezés |
| ---------- | ----------- | -------- | -------- | -------- | ------- | -------- |
| Sasha Gatt | 400 m gyors | 4:19,75  | 6.       | 22.      | kiesett | kiesett  |
| Sasha Gatt | 800 m gyors | 16:57,47 | 3.       | 33.      | kiesett | kiesett  |